# 3334 Somov
3334 Somov eller 1981 YR är en asteroid i huvudbältet som upptäcktes den 20 december 1981 av den tjeckiske astronomen Antonín Mrkos vid Kleť-observatoriet i Tjeckien. Den är uppkallad efter den sovjetiske oceanografen Michail Somov.
Den tillhör asteroidgruppen Koronis.